# Sigrid Arnoldson
Sigrid Arnoldson (ur. 20 marca 1861 w Sztokholmie, zm. 7 lutego 1943 tamże) – szwedzka śpiewaczka operowa, sopran.

## Życiorys
Była córką śpiewaka Oscara Arnoldsona (1830–1881). Śpiewu uczyła się u Maurice’a Strakoscha i Désirée Artôt, zadebiutowała na scenie w 1885 roku w Pradze jako Rozyna w Cyruliku sewilskim Gioacchino Rossiniego. W 1886 roku występowała w Moskwie, następnie śpiewała w Londynie w Theatre Royal przy Drury Lane (1887) i Covent Garden Theatre (1888). W 1893 rolą Baucis w operze Charles’a Gounoda Philémon et Baucis debiutowała na deskach nowojorskiej Metropolitan Opera. W 1910 roku została przyjęta na członka Królewskiej Akademii Muzycznej w Sztokholmie. W 1916 roku zakończyła karierę sceniczną i poświęciła się pracy pedagogicznej. W latach 1922–1938 uczyła śpiewu w Wiedniu i Berlinie.
Zachowały się nagrania płytowe jej głosu, zarejestrowane w latach 1906–1910.